# Zawodzie (Jemielnica)
Zawodzie (niem. Zawodzie, w latach 1936-45 Teichhäuser) – część wsi Jemielnica w Polsce, położona w województwie opolskim, w powiecie strzeleckim, w gminie Jemielnica.
W latach 1975–1998 Zawodzie należało administracyjnie do ówczesnego województwa opolskiego.
Od pobliskiej Jemielnicy odzielają ją wody stawu Jemielnica (zwanego też Stawem Kościelnym) oraz potoku Jemielnica (zwanego także Centawka) i potoku Baba (zwanego także Świbska Woda).